# Topografi
Topografi er dannet ud fra to græske ord: topos = "Sted" og graphein = "beskrive": stedbeskrivelse. Topografien beskæftiger sig også med beskrivelse og opmåling af områder og landskaber, som udføres af landmålere. Resultatet af deres arbejde udmøntes i landkort. Topografi er også litteratur om særlige steder. Fx hjemstavnsforfattere.
Topografi som geografisk udtryk henviser til landskabets form eller de fysiogeografiske kendetegn i landskabet, udtrykt ved højde over havet, hældning og placering i forhold til verdenshjørnerne. I bredere forstand betyder ordet placeringen af naturlige og kunstige landemærker i området, som f.eks. skrænter, vandløb, byer, landsbyer, veje osv. Et tilsvarende ord er terræn.
Topografiske kort er specielle kort, som viser topografien i form af terrænkurver, der angiver de relative højder (koter) over havet. Havhøjden angives som et normtal. I Danmark anvendes DVR90 (Dansk Vertikal Reference 1990).
Forståelsen af landskabets topografi er afgørende af en række årsager. Når man diskuterer miljøkvalitet, landbrug og vandindvinding, giver en indsigt i områdets topografi en forståelse for vandskel, afdræningsforhold, grundvandets strømning og forureningsrisici.
Topografisk forståelse har også betydning for beskyttelse af jordbunden, særligt i landbruget. Konturpløjning er en veletableret metode, som gør det muligt at dyrke skrånende jorder. Her udnytter man de topografiske højdekurver og følger dem med ploven.
Topografi var oprindeligt en militær videnskab, for det er landskabets form, som bestemmer hærstyrkers muligheder for at indtage og forsvare et bestemt område, og landskabet sætter også grænser for, hvordan man kan flytte styrker og materiel ind og ud af et område.
Topografien er vigtig, når man skal forklare vejrets udvikling. To tætliggende områder kan have helt forskelligt vejr, fordi det ene ligger i læ. Det gælder f.eks. Vendsyssel, der ligger i regnlæ af de norske fjelde, og det gælder Kattegatkysterne og –øerne, som ligger i regnlæ af Jyllands bakker.
Tektoniske processer og erosion er de kræfter, der bestemmer et områdes topografi. Landhævningen i den nordlige del af Danmark er f.eks. årsagen til, at kysterne dér har høje klinter, som ligger langt oven for den nuværende strandlinje. Tilsvarende er smeltevand under den seneste istid årsagen til, at Vestjylland er forholdsvist fladt og vasket frit for ler.